# Queer Lion 2012
Il Queer Lion 2012 è la sesta edizione del riconoscimento collaterale che premia «il miglior film con tematiche omosessuali & Queer Culture», assegnato nel quadro delle manifestazioni previste per la LXIX Mostra del Cinema di Venezia.
Il premio è stato patrocinato dalla Regione del Veneto, dalla Provincia di Venezia, dal Comune di Venezia, dal Sindacato Nazionale Critici Cinematografici Italiani e, per la seconda volta dal Ministero per i Beni e le Attività Culturali..
La cerimonia di premiazione si è svolta il 7 settembre 2012 ed il premio è stato attribuito a The Weight del regista sudcoreano Jeon Kyu-hwan.

## Giuria
La giuria è stata presieduta da Matteo Botrugno e Daniele Coluccini, registi di Et in terra pax. Tra i membri vi sono stati Daniel N. Casagrande, e Marco Busato delegato generale dell'associazione culturale CinemArte.

## Film in concorso
I film in competizione alla per il titolo alla rassegna sono stati sette, individuati nelle diverse sezioni del festival.

### Venezia 69
- Passion di Brian De Palma (Francia / Germania)

### Settimana Internazionale della Critica - Eventi speciali
- Kiss of the Damned di Xan Cassavetes (USA)

### Giornate degli autori
- Acciaio di Stefano Mordini (Italia)
- The Weight di Jeon Kyu-hwan (Corea del Sud)

### Fuori concorso
- Cherchez Hortense di Pascal Bonitzer (Francia)
- Love Is All You Need di Susanne Bier (Danimarca / Svezia)

### Giornate degli autori - Eventi speciali
- 6 sull'autobus di Simone Dante Antonelli (Italia)